# Clément Peten
Clément Martin Joseph Peten, alias Peut, né le 19 novembre 1866 à Roosbeek (Brabant flamand) et décédé à l'hôpital à Louvain le 26 février 1929  à la suite d'un accident de voiture est un homme politique libéral belge flamand.
Il fut ingénieur agricole, agriculteur, éleveur de chevaux et propriétaire terrien ; il fut conseiller communal, échevin et bourgmestre de Velm (1898-mort) et élu député pour l'arrondissement de Hasselt-Saint-Trond (1904-12).

## Généalogie
- Il est le fils de François-Benoit (1815-1890) et de Apolline Fallas (1823-1901) ;
- Il épousa en 1893 Eugénie Vanhaelen (1869-1952),
  - ils eurent trois enfants :  Hélène (1894-1956), Gabrielle (1897-1984), Frans (1903-1903), Clément jr. (1905-1957).